# エアージャパン
株式会社エアージャパン（英: Air Japan, Co.,Ltd.）は、千葉県成田市（成田国際空港内）に本社を置くANAグループの航空会社。ANAから受託した一部の国際線路線（ANA便名）および、「AirJapan」ブランドで自社での中距離国際線の運航を行っている。
元は1990年に国際チャーター路線の運航を目的としたワールドエアネットワーク株式会社（WAC : World Air Network、コールサイン：WING ACE（ウイングエース））として設立された。会社立ち上げにANAホールディングス現会長である片野坂真哉が関与していた。

## 沿革

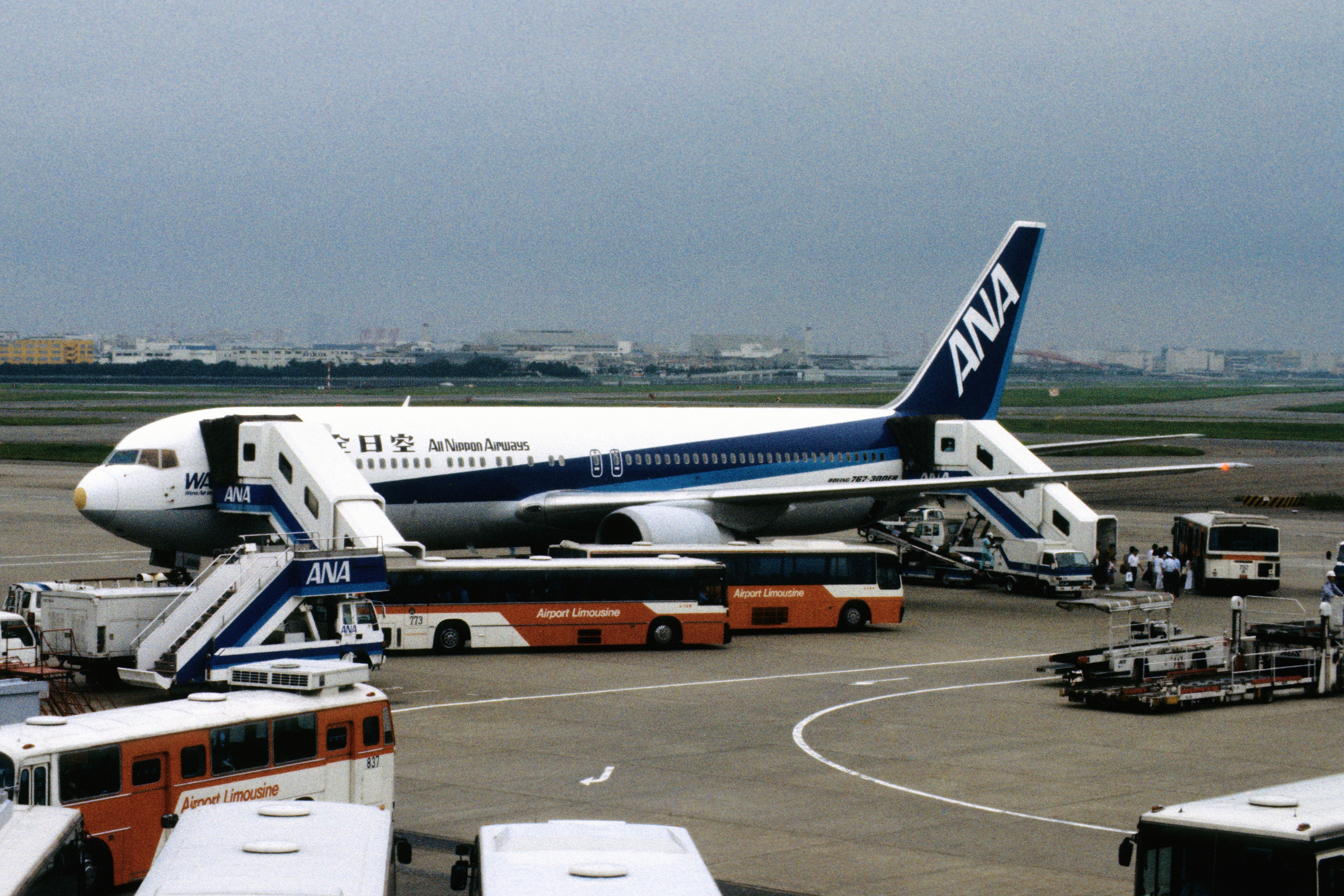
ワールドエアネットワークの767-300ER

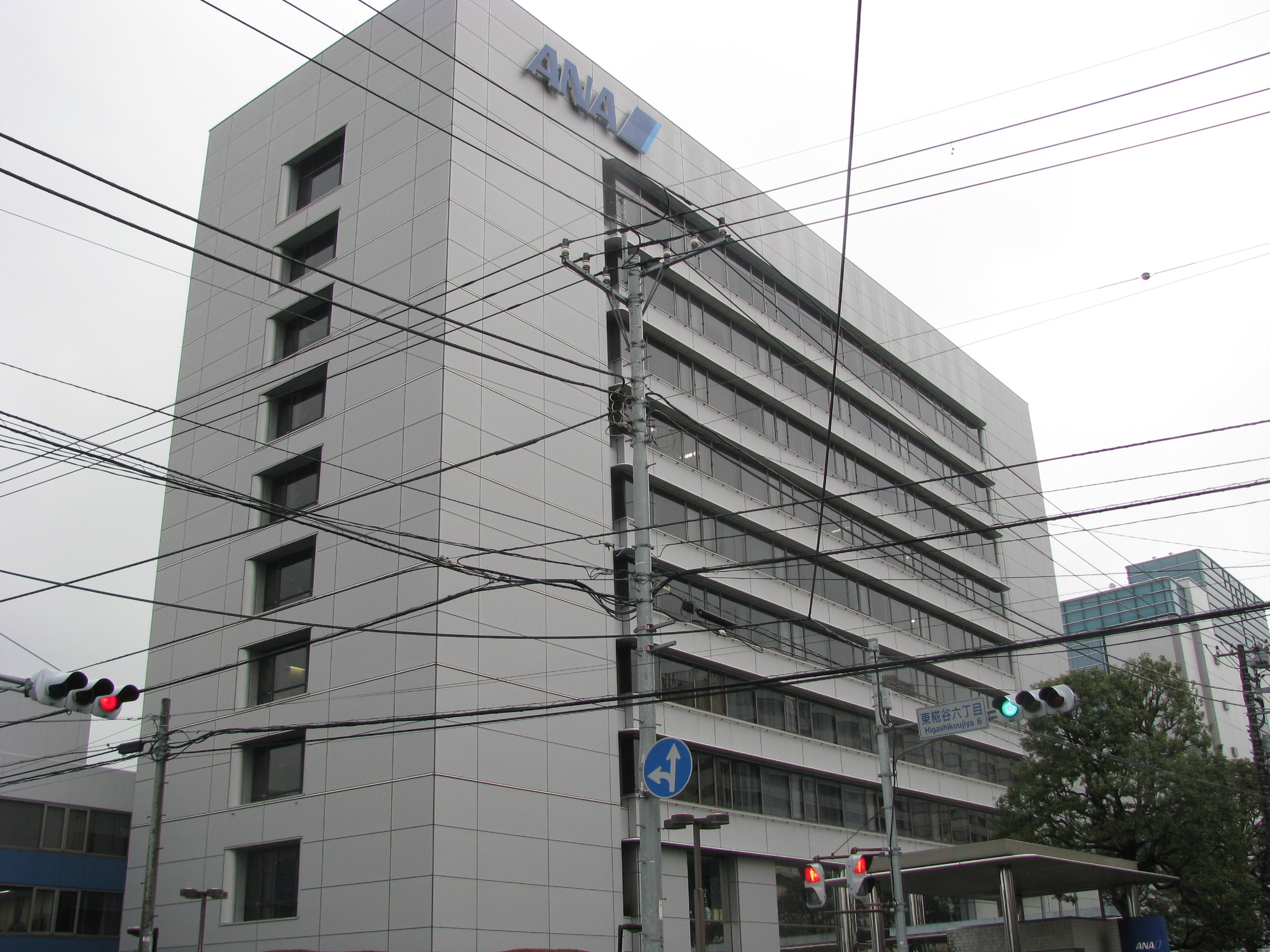
ANA訓練センター。かつてのエアージャパン本部

- 1990年（平成2年）6月29日 : ワールドエアーネットワーク株式会社として設立[8]。
- 1991年（平成3年）2月8日 : 不定期航空運送事業免許 取得[1]。
- 1995年（平成7年）9月1日 : 事業休止。
- 2001年（平成13年）7月5日 : 商号を株式会社エアージャパンに変更[9][1]。
- 2002年（平成14年）
  - 1月1日 : 大阪/関西 - ソウル/金浦線 運航再開[1]。
  - 3月29日 : 大阪/関西 - グアム線（2便/週） 就航。
  - 12月1日 : 大阪/関西 - グアム線 デイリー化（7便/週）。
- 2003年（平成15年）
  - 3月30日 : 東京/成田 - ホノルル線 就航。
  - 8月1日 : 東京/羽田 - グアム線のチャーター運航を全日本空輸(ANA)から受託。
  - 10月26日 : 大阪/関西 - 香港線の運航をANAから受託。
- 2004年（平成16年）
  - 3月28日 : 東京/成田 - 香港線の運航をANAから受託（ボーイング767型機による東京/成田夜発・香港朝発便のみ）。
  - 6月2日 : 貨物便・東京/成田 - 大連線の運航をANAから受託。
  - 6月4日 : 貨物便・東京/成田 - 厦門線の運航をANAから受託。
  - 9月1日 : 貨物便・東京/成田 - 天津線の運航をANAから受託。
  - 10月31日 : 貨物便・東京/成田 - 香港線の運航をANAから受託。
  - 10月31日 : 貨物便・東京/成田 - 青島線の運航をANAから受託。
- 2005年（平成17年）1月1日 : 貨物便・東京/成田 - 上海/浦東線の運航をANAから受託。
- 2006年（平成18年）
  - 8月1日 : ANA&JPエクスプレスに貨物部門を分割。
  - 10月29日 : 東京/成田 - 広州線の運航をANAから受託。
- 2008年（平成20年）4月1日 : 東京/羽田 - 香港線の運航をANAから受託。
- 2010年（平成22年）7月1日 : ANA&JPエクスプレスを吸収合併[10]。
- 2014年（平成26年）5月14日 : 貨物便・沖縄/那覇 - シンガポール線 就航[11][12]。
- 2020年（令和2年）
  - 3月 : COVID-19に伴う検疫強化などにより、外国人乗務員の乗務渡航制限で[要出典]沖縄貨物ハブ全便運休[13]、2021年度以降も運休継続し代わりに旅客便床下貨物混載便で代替[14]。
  - 10月27日 : COVID-19の影響を受け発表した大幅な経営改革の一環として、同社を母体とし運航機材をANAが運用しているボーイング787型機を活用したピーチに続く第三ブランドの低コストエアラインを2022年度を目途に運航開始する計画を発表[15]。
- 2022年（令和4年）3月8日 : ANAホールディングスとエアージャパンは新ブランド「AirJapan」を発表した[16]。エアージャパンはANAから受託した路線の運航も継続し、同社運航乗務員はANAとAirJapanの2つのブランドを担当する[5]。
- 2024年 2月9日 : 独自ブランド 「AirJapan」による運航を開始[17]。

## AirJapan
AirJapan は、2024年2月より運航を開始した中距離国際線の運航ブランドである。

## 運航受託
全日本空輸 (ANA) から東南アジア路線を中心に国際線旅客便を受託運航している。航空機の運航、機材、サービス等は、全日本空輸 (ANA) と同じ基準である。

### 機材
すべて、全日本空輸が保有する機材である。
- ボーイング787-10型機
- ボーイング787-9型機
- ボーイング787-8型機

#### 塗装
ANAグループであるため、機体はANAのトリトンブルーをベースに胴体尾部に「Air Japan」と表記されていた。
就航当初もトリトンブルーであったが、1991年3月2日の初便（大分 - シンガポール）のみ、垂直尾翼には全日空と同じ書体で「WAC」、ボディには垂直尾翼と同じ書体で「World Air network」と書かれたフルカラー塗装がボーイング767-300（機体記号JA8286）に施されていたが、ステッカーによるマーキングであり、フライト中に垂直尾翼右側のそれが剥がれてしまったため、その後は全日空の国際線標準塗装に戻され、機首にWACのロゴを入れる形となった。

### サービス
- 旅客サービス（機内食・エンターテイメント等）は、ANAのサービスに準ずる。2010年秋以降に導入された（JA619A～JA627A）「Inspiration of Japan」仕様（202席）のサービスで各路線に展開されている。
- 制服はANAグループ共通であり、基本的には便名がANAとエアージャパンのコードシェア便がついているだけである。かつて2005年3月31日まではエアージャパン独自の制服があったが、2005年にANAグループ共通のユニフォームを導入し統一されたため、他グループと同様にANA本体との区別がなくなった。
- 2010年秋以降は、運航乗務員などは外国人を採用しているが、客室乗務員は基本的に日本人を採用している（台北線は中国語通訳として台湾人のスタッフを採用している）上、制服も同じであるため、ANAの客室乗務員との見分けはつかない。かつてのワールドエアーネットワーク時代は、マレーシア人客室乗務員を安価な給与体系で採用しコスト削減を図ったが、クアラルンプール線の運休でこれは不可能となった。

## 過去の運航路線
2019年現在、成田からアジア・リゾート路線を中心とした、香港・シンガポール・ホーチミン・バンコク・ヤンゴンなど約12路線の国際線旅客便、沖縄ハブを中心にアジア各都市を結ぶ約27路線の貨物便を運航していた。新型コロナウイルス感染症の影響により、多くの路線が運休、全日本空輸への移管が行われた。

### 旅客便
- 自主運航便
  - 東京/成田 - 香港、シンガポール（ANAとエアージャパンの共同運航便）
- ANA本体による受託運航便
  - 東京/成田 - 大連、広州、成都、青島、上海/浦東、香港、ホーチミンシティ、ヤンゴン
  - 東京/羽田 - 香港、広州

### 貨物便
- 自主運航便
  - 東京/成田 - ソウル/仁川（ANAとエアージャパンの共同運航便）
- ANA本体による受託運航便
  - 東京/成田 - 青島、大連、天津、厦門、上海/浦東、広州、香港、台湾/桃園、バンコク

※COVID-19に伴う検疫強化により沖縄貨物ハブは当面の間、全便運休

## 不祥事
- 新型コロナウィルス感染症の流行に対し、親会社ANAホールディングスが政府委託事業で受託した成田空港国際線での検疫補助業務に際し、ANAから出向してきた社員の指示により、エアージャパンの客室乗務員が検疫補助業務に従事後、PCR検査を受けずに運航乗務に従事している可能性があると「Business Journal」に掲載された[22]。衆議院でも立憲民主党の中谷一馬議員からその件について質問があったが[23]、その質問に対し政府は「把握していない」と回答した[24]。